# Балка Ігнатова
Балка Ігнатова — балка (річка) в Україні у Совєтському районі м. Макіївки Донецької області. Ліва притока річки Калинової (басейн Азовського моря).

## Опис
Довжина балки приблизно 5,89 км, найкоротша відстань між витоком і гирлом — 5,13  км, коефіцієнт звивистості річки — 1,15 . Формується декількома балками та загатами.

## Розташування
Бере початок біля проспекту Кірова. Тече переважно на північний захід і на північно-західній стороні від шахти «Калинівська-Східна» впадає у річку Калинову, ліву притоку річки Грузької.

## Цікаві факти
- На балці існує декілька териконів[2].